# Reino Unido en el Festival de la Canción de Eurovisión 2023
Reino Unido participará en el LXVII Festival de la Canción de Eurovisión, que se celebrará en Liverpool, Reino Unido del 9 al 13 de mayo de 2023. La British Broadcasting Corporation (Corporación Británica de Radiodifusión en español), radiodifusora encargada de la participación británica en el festival, está encargada de organizar el festival tras la imposibilidad de Ucrania de acoger el concurso por la victoria de Kalush Orchestra con la canción «Stefania». La BBC decidió volver a utilizar un método de elección interna para seleccionar a su representante eurovisivo. 
El 9 de marzo de 2023, el Reino Unido confirmó a Mae Muller con el tema pop «I Wrote a Song», publicando la canción junto a su videoclip oficial.

## Historia del Reino Unido en el Festival
Reino Unido es uno de los países «clásicos» del festival, debutando en la segunda edición del concurso, en 1957. Desde entonces el país ha concursado en 64 ocasiones, siendo uno de los países que más ha participado dentro del festival. Reino Unido tiene uno de los mejores palmarés en el concurso, ubicándose dentro de los mejores 10 en 41 participaciones y logrando vencer en cinco ocasiones el festival: la primera, en 1967, con la cantante Sandie Shaw y la canción «Puppet on a string». La segunda vez sucedió en 1969, gracias a la canción «Boom bang-a-bang» de Lulu. La tercera ocasión fue en 1976, cuando Brotherhood of Man ganó con la canción «Save your Kisses for Me». Posteriormente ganó en 1981 con el grupo Bucks Fizz interpretando «Making your Mind Up». La última victoria británica fue en el concurso de 1997 con «Love Shine a Light» de Katrina & the Waves. Así mismo, Reino Unido tiene el récord de más segundos lugares en el festival, con 16.
En 2022, el cantante seleccionado internamente Sam Ryder, terminó en 2ª posición con 466 puntos en la gran final: 183 puntos del televoto (5°) y 283 del jurado profesional (1°), con el tema «SPACE MAN».

## Representante para Eurovisión

### Elección de sede
Tras la victoria del grupo ucraniano Kalush Orchestra con el tema «Stefania», varios países incluyendo el Reino Unido se ofrecieron a acoger el concurso en caso de que Ucrania lo requiriese debido a la invasión rusa de 2022. Tras una serie de discusiones entre Ucrania y la UER iniciadas a finales de mayo de 2022, el 17 de junio la UER lanzó un comunicado en el cual confirmaba que Ucrania no sería la sede del festival de Eurovisión 2023 argumentando que «dadas las circunstancias actuales, las garantías de seguridad y operaciones requeridas a la televisora para acoger, organizar y producir el Festival de la Canción de Eurovisión bajo el reglamento del ESC, no pueden ser garantizadas en su totalidad por la UA:PBC». Dicho comunicado fue inicialmente rechazado por la televisora pública ucraniana, quien pidió más conversaciones para reconsiderar dicha decisión.
El 23 de junio de 2022, la UER volvió a lanzar un comunicado en el cual reafirmaba la decisión basándose en el elevado riesgo de pérdidas humanas al declarar que: «Al menos 10.000 personas generalmente están acreditadas para trabajar en el festival, incluido el equipo, el personal y los periodistas. Se espera que otros 30.000 aficionados viajen al evento desde todo el mundo. Su bienestar es nuestra principal preocupación», y que: «en concordancia al cuestionario de seguridad de la UER, algunos riesgos que pudieran impactar la planeación inmediata de un evento tan grande incluye el "severo" riesgo de ataques aéreos, por aviones, misiles o drones que pueden causar significantes bajas fueron destacados por la evaluación ucraniana que se nos proporcionó». Así mismo, la UER declaró que la realización del festival en las zonas occidentales fronterizas a Hungría, Eslovaquia y Polonia «no cumplían con los requerimientos necesarios de infraestructura para el ESC».
Finalmente, el 25 de julio de 2022, a través de un comunicado, la UER anunció que oficialmente el Reino Unido, 2° lugar del Festival de la Canción de Eurovisión 2022, sería el país sede del festival de 2023 y permitiendo a la UA:PBC trabajar en conjunto a la BBC dentro de la producción del programa y poder desarrollar elementos ucranianos dentro de las tres galas del concurso, además de otorgarle su pase directo a Ucrania a la gran final como ganador defensor del concurso.

### Elección Interna
Tras el buen resultado de Sam Ryder en el festival del año anterior, el 8 de septiembre de 2022, la BBC confirmó la renovación de su acuerdo con TaP Music para seleccionar internamente a su representante en el festival de Eurovisión de 2023. Sobre dicho acuerdo, Rachel Ashdown, editora comisionada de la BBC para Eurovisión comentó:

«Estamos encantados de que Ben Mawson y Ed Millett, junto con el equipo de TaP, aporten una vez más su incomparable experiencia para trabajar con la BBC y los estudios de la BBC en la búsqueda de un artista y una canción que representen al Reino Unido en Eurovisión. Espero que podamos encontrar a otro artista que no sólo sea un brillante embajador de Eurovisión, sino que, al igual que Sam, cante a pleno pulmón con una canción sobresaliente.»
Rachel Ashdown

 Un mes después, TaP Music a través de sus redes sociales confirmó que ya habían comenzado el proceso de búsqueda y selección del artista para el festival. El 31 de enero de 2023, se confirmó que la lista de candidatos se había reducido a cuatro artistas, haciéndose eco la prensa local que entre los candidatos había «nombres consagrados y famosos». A pesar de los fuertes rumores que señalaban a la cantante Rina Sawayama como la representante británica, la revista Radio Times publicó que la cantante japonesa no concursaría en el festival.
El 9 de marzo de 2023, Mae Muller fue anunciada como la representante británica en el festival de Eurovisión, en el programa The Radio 2 Breakfast Show con Zoe Ball. Su canción titutlada «I Wrote a Song», es un tema pop británico compuesto por Mae junto a Lewis Thompson y Karen Poole. Más tarde, ese mismo día, Mae apareció en un programa especial «Eurovision 2023: Meet the Act» donde fue entrevistada por Scott Mills y se emitió por primera vez en televisión el video oficial de su canción. Dicho especial registró una audiencia de 2.75 millones de personas.

## En Eurovisión
Reino Unido, al ser el país anfitrión y uno de los países pertenecientes al Big Five, está clasificada automáticamente a la final del 13 de mayo, junto al país ganador defensor: Ucrania y el resto del Big Five: Alemania, España, Francia e Italia. El sorteo realizado el 31 de enero de 2023, determinó que el país, tendría que transmitir y votar en la segunda semifinal.
Los comentarios para Reino Unido corrieron en la transmisión por televisión por parte de Scott Mills y Rylan en las semifinales, que por primera vez en la historia se transmitieron en el canal principal BBC One, mientras que la final fue comentada por 14.ª ocasión consecutiva por el presentador de televisión Graham Norton, acompañado de Mel Giedroyc. La transmisión por radio, fue comentada durante las semifinales por Paddy O'Connell tanto en BBC Radio 2 como en las emisoras locales BBC Radio Merseyside y BBC Red Button. La final será comentada por Scott Mills y Rylan en la BBC Radio 2 mientras en la emisora BBC Radio Merseyside los comentarios correrán por parte de Claire Sweene y Paul Quinn.
La portavoz de la votación del jurado profesional británico será la actriz Catherine Tate.

### Final
Mae Muller tomó parte de los primeros ensayos los días 4 y 6 de mayo y los ensayos generales con vestuario de la segunda semifinal los días 10 y 11 de mayo y de la final los días 12 y 13 de mayo. El ensayo general de la tarde del 12 fue tomado en cuenta por los jurados profesionales para emitir sus votos, que representaron el 50% de los puntos. Durante la reunión de delegaciones celebrada el 13 de marzo de 2023, se determinó mediante sorteo que el Reino Unido actuaría en la gran final en la posición 26. Una vez conocidos todos los finalistas, los productores del show decidieron el orden de actuación del resto de los finalistas, actuando el país por delante de Croacia.